# Sacré-Cœur (Lyon)

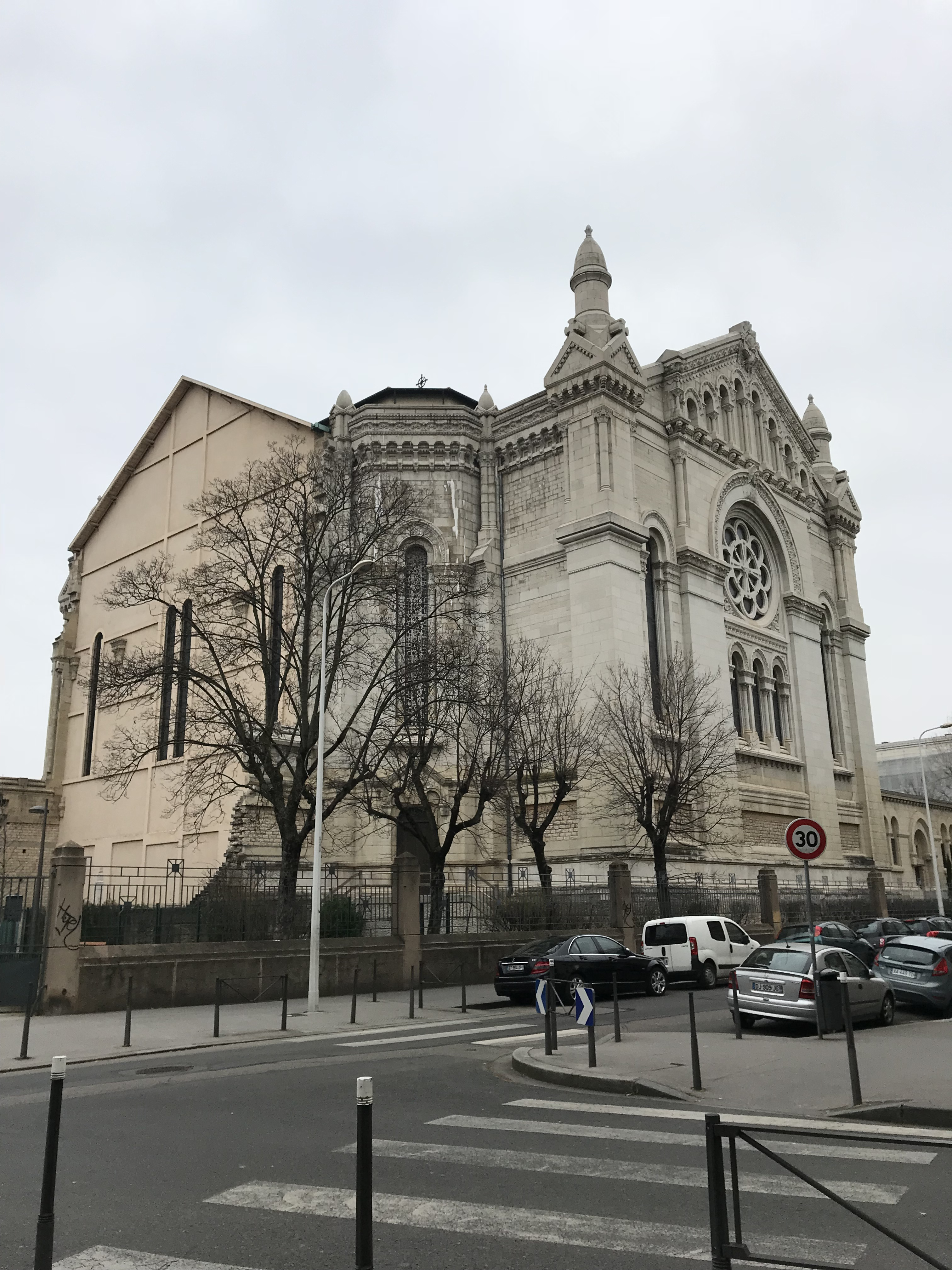
Sacré-Cœur (Lyon)

Die Kirche Sacré-Cœur ist eine römisch-katholische Kirche im 3. Arrondissement von Lyon.

## Lage und Patrozinium
Die Kirche liegt östlich des Bahnhofs Lyon-Part-Dieu im Viertel La Villette am Schnittpunkt der Straßen Baraban und Antoine Charial. Sie ist dem Heiligsten Herz Jesu geweiht.

## Geschichte

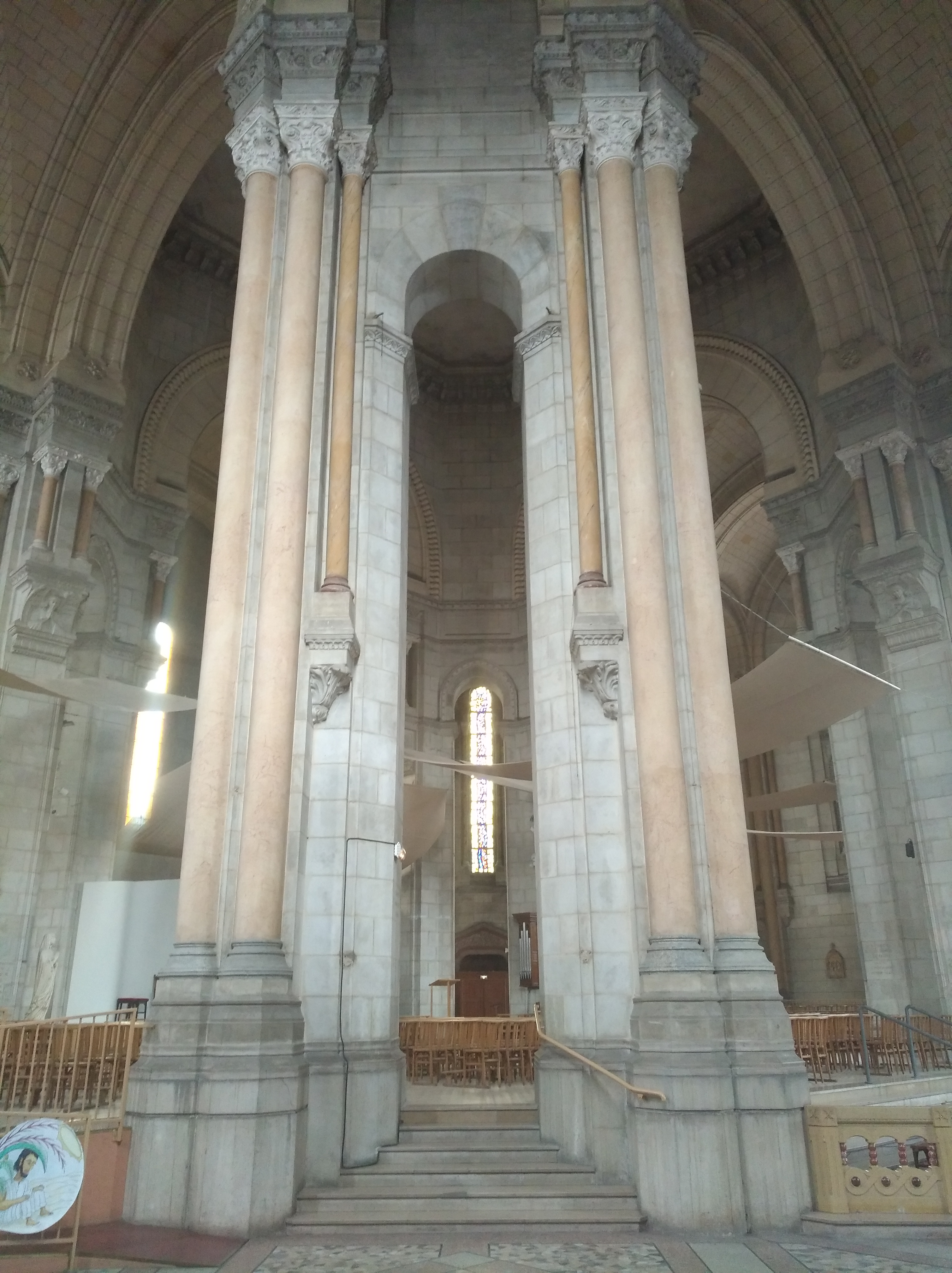
Sacré-Cœur (Lyon)

Nach Gründung der Pfarrei Ste-Anne 1859 wurde an der Stelle des heutigen Platzes Sainte-Anne 1865 ein Kirchenbau eingesegnet, aber unvollendet gelassen und 1939 abgerissen. Aufgrund eines Gelübdes der Kriegerwitwen von 1916 kam es von 1922 bis 1934 unweit von Sainte-Anne zu einem weiteren Kirchenbau, der ebenfalls steckenblieb und seither als eindrucksvoller Torso existiert. Vorgesehen war ein dreischiffiger Bau von 94 Metern Länge, doch konnte nur das 45 Meter breite Querhaus mit 41 Meter hoher Kuppel realisiert werden. Die 1934 eingeweihte Rumpfkirche im neobyzantinischen Stil bietet 140 Personen Platz. Sie ist mit farbigen Kirchenfenstern ausgestattet.